# Dieta Scarsdale
La dieta Scarsdale è una delle diete dette low-carb (ovvero a basso contenuto di carboidrati) di natura commerciale.
Ideata dai dottori Herman Tarnower e Samm Sinclair Bake di Scarsdale (da cui il nome), è probabilmente una delle diete più seguite negli USA. 
Nella dieta Scarsdale, come in tutte le diete low carb, viene attuata una riduzione dei carboidrati assunti a favore di una maggior quantità di proteine, e proprio questo fa sì che  non possa essere seguita per un lungo periodo di tempo, in quanto un aumento di proteine a lungo andare può causare danni a fegato e reni.  
Anche se permette di dimagrire velocemente, viene consigliato di praticare la dieta Scarsdale per un periodo massimo di due settimane.
Dopo le due settimane è necessario mantenere il peso perso con altre due settimane di dieta detta di "mantenimento". Solo allora, finite queste ulteriori due settimane, nel caso si dovesse ancora scendere di peso, si potrà ripetere il ciclo di due settimane di dieta Scarsdale. 
Alcune verdure non sono consentite in questa dieta: mais, piselli, patate, lenticchie, fagioli. 